# Włodzimierz Siwiński (ekonomista)
Włodzimierz Jerzy Siwiński (ur. 24 kwietnia 1939 w Legionowie, zm. 13 maja 2023) – polski ekonomista, profesor zwyczajny na Uniwersytecie Warszawskim. W latach 1993–1999 pełnił funkcję rektora tej uczelni. Pracował też w Akademii Leona Koźmińskiego w Warszawie.

## Życiorys

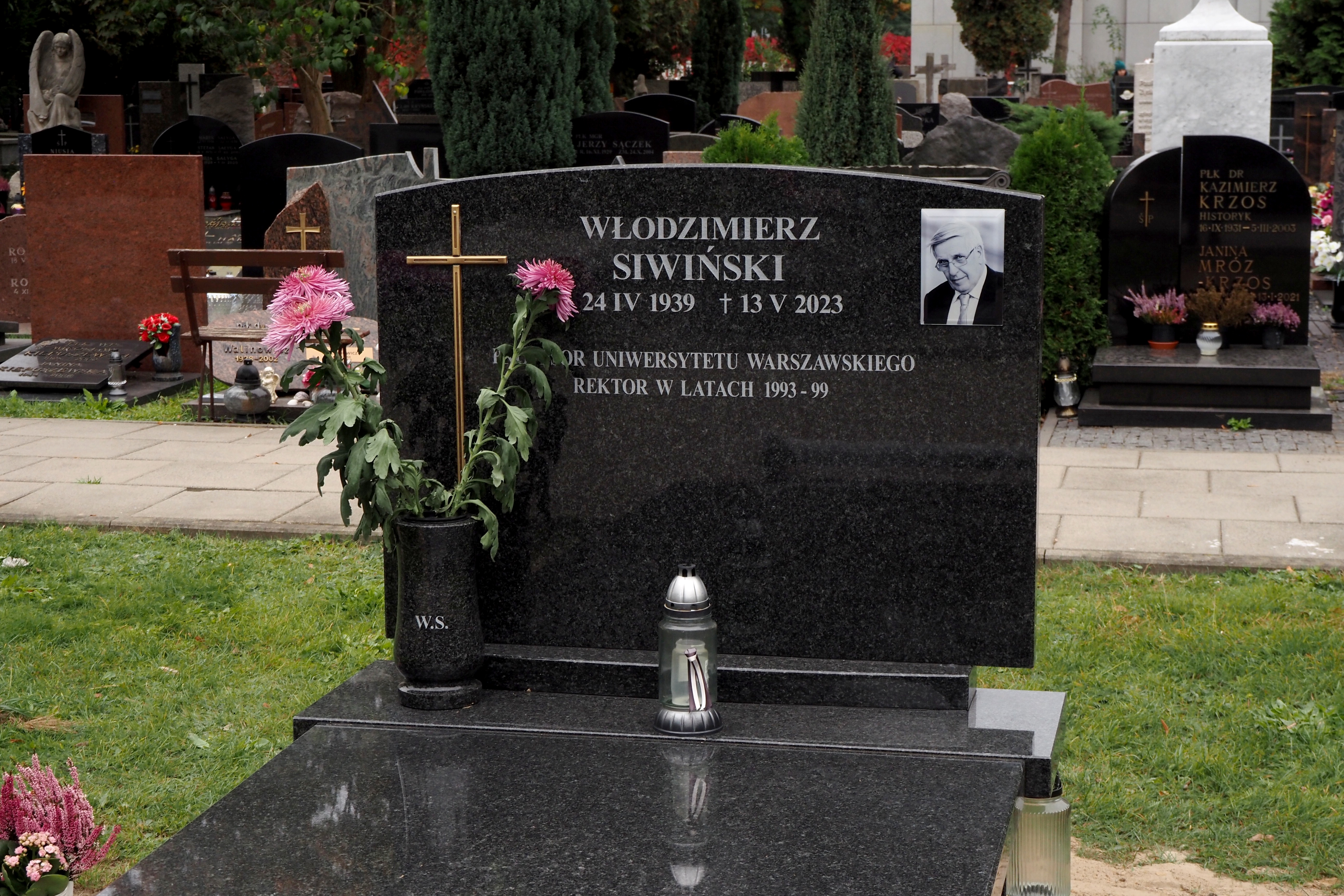
Grób prof. Włodzimierza Siwińskiego w Alei Zasłużonych na Cmentarzu Wojskowym na Powązkach w Warszawie

W 1961 roku ukończył magisterium na Uniwersytecie Warszawskim, gdzie 7 lat później uzyskał stopień doktora nauk ekonomicznych. W 1970 ukończył studia podyplomowe w dziedzinie studiów europejskich na Uniwersytecie Amsterdamskim, a w 1976 uzyskał habilitację na Uniwersytecie Warszawskim. Od 1987 profesor tytularny, od 1992 profesor zwyczajny.
Pełnił funkcje m.in. prodziekana Wydziału Nauk Ekonomicznych UW (1979–1981), dyrektora Ośrodka Studiów Amerykańskich UW (1981–1984), prorektora Uniwersytetu Warszawskiego (1987–1993) i rektora UW.
Otrzymał m.in. Krzyż Komandorski Orderu Odrodzenia Polski (1998), austriacki Krzyż Honorowy za Naukę i Sztukę I Klasy, francuski Order Palm Akademickich, a także doktorat honoris causa od Uniwersytetu Nowojorskiego (1999).